# Hunde haben kurze Beine
Hunde haben kurze Beine (Arbeitstitel: Auf den Hund gekommen) ist ein deutscher Liebesfilm und eine Filmkomödie des Regisseurs Josh Broecker aus dem Jahr 2006. In der Hauptrolle verkörpert Tim Bergmann den erfolgreichen Immobilienmakler Thomas Andersen.

## Handlung
Für den Immobilienmakler Thomas „Tom“ Andersen könnte es eigentlich nicht besser laufen: Seine Maklergeschäfte blühen, und auch auf die Frauenwelt hat er aufgrund seiner attraktiven Erscheinung einen hohen Einfluss. Doch es kommt ihm ein familiäres Problem dazwischen: Sein Onkel Ebi benötigt ihn, da er selbst ins Krankenhaus muss und in dieser Zeit jemanden benötigt, der auf seinen Hund aufpasst. Da sein Onkel in der Vergangenheit immer für ihn da war, kann Thomas ihm diese Bitte nicht abschlagen. Er stimmt zu, obwohl er Hunde eigentlich nicht ausstehen kann.
Mit all seinen beruflichen Projekten und noch dazu der Betreuung des Hundes wird zunehmend offensichtlich, dass Thomas überfordert ist. Dass ausgerechnet Hoss, der Hund seines Onkels, Toms treuester Begleiter wird, hätte er sich vorher nicht im Traum vorstellen können. Die Handlung mündet sogar in dem Umstand, dass Tom es letztlich dem Hund zu verdanken hat, dass seine geplanten geschäftlichen Projekte weiterlaufen können.

## Erstausstrahlung, abweichende Filmtitel im Ausland
Hunde haben kurze Beine wurde am 11. Dezember 2006 erstmals im ZDF gesendet. In Ungarn wurde der Film am 31. Dezember 2007 erstmals ausgestrahlt, dort unter dem Titel Kölcsönkutya örökbe. Der französische Filmtitel lautet Mensonges et amour.

## Produktion
Claudia Rittig produzierte den Film für Hofmann & Voges Entertainment (München) im Auftrag des ZDF. Gedreht wurde in Berlin.

## Kritiken
Rainer Tittelbach meint, dass der Film „kein Weihnachtsfilm [ist,] und doch kommt er einem schwer moralisch wie viele Fernsehfilme im Monat Dezember. Ein sexsüchtiger Yuppie auf dem Weg, wieder Mensch zu werden. Ein Kind, eine Bulldogge und eine Anwältin helfen dabei“. Das Fazit des Filmkritikers lautet: „Der Held vertraut sich einem Hund an. Das ist komisch und tragisch zugleich […]“.
TV Spielfilm urteilt: „Konsequent inszenierter Moralkitsch mit guten Hauptdarstellern und einem grandios aufspielenden Boxer. Leider ist die Story total vorhersehbar“. Der Schlusssatz der Programmzeitschrift lautet: „Passabel gemacht, aber sehr durchsichtig“.